# 122 mm haubica wz. 1938 (M-30)
122 mm haubica wz. 1938 (M-30) – radziecka haubica opracowana w 1938, której masowa produkcja ruszyła w 1940. Była jednym z podstawowych dział Armii Czerwonej podczas II wojny światowej. W latach 1940–1955 wyprodukowano ponad 19 tys. egzemplarzy tej broni (z tego 17,5 tys. w latach 1940–1945). Używana była przez wiele lat po wojnie w wielu armiach świata, w tym w Wojsku Polskim, gdzie służyła jako 122 mm ciągniona haubica wz. 1938/1985). Stanowiła również uzbrojenie dział samobieżnych SU-122 i SG-122.

## Historia

### ZSRR
W 1929 postawiono przed radzieckimi konstruktorami zadanie opracowania 122 mm haubicy, która miała przewyższać zasięgiem i szybkostrzelnością znajdujące się na uzbrojeniu 122 mm haubice wz. 1909 i wz. 1910. Zażądano, by nowa 122 mm haubica przy masie marszowej 2200 kg miała zasięg 11–12 km i szybkostrzelność 6 strz./min. Tymczasowo problem rozwiązano, wprowadzając na uzbrojenie zmodernizowaną haubicę wz. 1910/30 w 1930 i wz. 1909/37 w 1937 roku.
Problemy ze skonstruowaniem odpowiedniego działa sprawiły, że pojawiła się koncepcja zastąpienia haubic 122 mm haubicami kalibru 105 mm. W marcu 1937 roku doszło na Kremlu do dyskusji na ten temat. Za działem kalibru 122 mm opowiedział się szef Генштаба Красной Армии (Sztabu Generalnego Armii Czerwonej) marszałek A.I. Jegorow, którego wsparł Józefa Stalin, i postanowiono realizować tę koncepcję. Początkowo zadaniem opracowania działa obarczono zespół konstruktorów pod kierownictwem W.N. Sidorenki, jednak sukces 152 mm haubicoarmaty MŁ-20 zaprojektowanej przez zespół F.F. Pietrowa sprawił, że wzięto pod uwagę także projekt 122 mm haubicy opracowany pod jego kierownictwem. W skład zespołu Pietrowa weszli również: S. Diernow, A. Ilin, P. Czernycha i A. Drozdow, do których późnej dołączyli A. Bułaszew i N. Konstrulin.
Specjalna komisja oceniająca projekty jesienią 1937 zaakceptowała właśnie projekt F.F. Pietrowa. Okazało się, że haubica Pietrowa ważyła 2200 kg, czyli 450 kg mniej niż opracowana przez zespół Sidorenki. Prototyp został zbudowany w kwietniu 1938 roku, a we wrześniu tego roku został skierowany do testów. Haubica przeszła je pozytywnie i 29 września 1939 roku została przyjęta na uzbrojenie jako: 122-мм гаубица обр. 1938г. (М-30). Aby przyspieszyć wprowadzanie nowego uzbrojenia do oddziałów liniowych, produkcję haubicy rozpoczęto w kilku fabrykach jednocześnie. Dla usprawnienia produkcji wykorzystano wiele elementów zaadaptowanych z innych dział. Na przykład zamek został przejęty ze 122 mm haubicy wz. 1910/30, celownik ze 152 mm haubicoarmaty MŁ-20, a koła ze 76,2 mm armaty F-22. Do 1955 roku wyprodukowano około dziewiętnastu tysięcy haubic M-30.
Chociaż oficjalnie M-30 została przyjęta do uzbrojenia w 1938 roku, większe ilości dział tego typu powstały na krótko przed napaścią Niemiec na ZSRR w 1941 roku. Haubice M-30 używane były prawdopodobnie podczas wszystkich większych bitew, w których brała udział Armia Czerwona. Niejednokrotnie używano ich do zadań, do których nie były przeznaczone. Przykładowo podczas obrony Moskwy często używano ich do zwalczania niemieckich czołgów. M-30 zostały również użyte przeciwko Finlandii podczas wojny kontynuacyjnej. Wojenne doświadczenia uzyskane podczas eksploatacji M-30 przyczyniły się do opracowania następczyni, czyli 122 mm haubicy D-30. Jednocześnie łoże haubicy M-30 zostało także wykorzystane do opracowania 152 mm haubicy D-1, a w samą haubicę M-30 uzbrojono samobieżne działo SU-122. Mimo przestarzałej konstrukcji M-30 nie szybko zostaną wycofane z uzbrojenia. Przykładowo w 1995 roku Rosja wciąż dysponowała w europejskiej części kraju ogółem 780 haubicami typu M-30 i D-30.
| Produkcja haubic M-30 |      |      |      |      |      |      |      |      |       |
| Rok                   | 1940 | 1941 | 1942 | 1943 | 1944 | 1945 | 1946 | 1947 | Razem |
| Wyprodukowano         | 639  | 2762 | 4240 | 3770 | 3485 | 2630 | 210  | 200  | 19266 |
| Rok                   | 1948 | 1949 | 1950 | 1951 | 1952 | 1953 | 1954 | 1955 | 19266 |
| Wyprodukowano         | 200  | 250  | –    | 300  | 100  | 100  | 280  | 100  | 19266 |

### III Rzesza
122 mm haubice wz. 38 zdobyte podczas wojny przez oddziały niemieckie zostały przyjęte do uzbrojenie pod oznaczeniem 12,2 cm sFH 396(r). Zostały one użyte jako typowe działa polowe oraz jako działa nabrzeżne na Wale Atlantyckim.

### Niemiecka Republika Demokratyczna
Po wojnie M-30 trafiły do arsenałów armii NRD, od 1957 roku produkowano je na licencji jako M-30 DD. Haubice otrzymały koła z pneumatycznym ogumieniem. 30 pierwszych sztuk haubic M-30 trafiło od Narodowej Armii Ludowej (NVA) w listopadzie 1950 roku i były używane pod nazwą Haubitze 38. Ogółem do uzbrojenia NVA trafiło ich 410, z czego 285 zostało wyprodukowanych w ZSRR, a 113 dalszych w NRD. W 1990 roku na wyposażeniu znajdowało się jeszcze 407 dział tego typu, z czego 391 znajdowało się w rezerwie mobilizacyjnej. Od 1971 roku zadania haubic M-30 zaczęły przejmować 122 mm haubice D-30, a od 1976 samobieżne haubice 2S1 Goździk.

### Polska

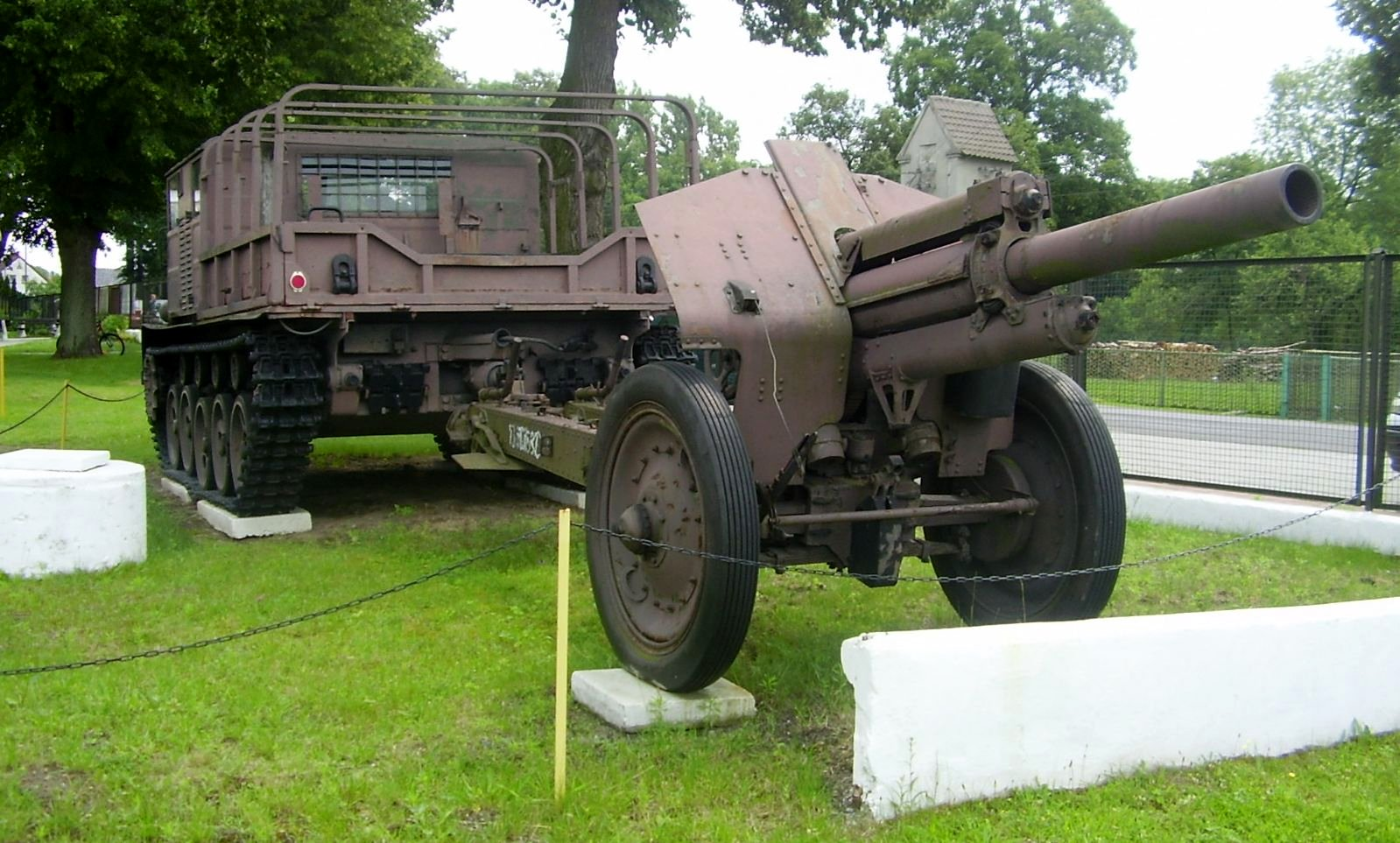
Haubica M-30 i polski ciągnik artyleryjski Mazur D-350

M-30 trafiły także do arsenałów ludowego Wojska Polskiego. 12 pierwszych haubic M-30 trafiło do uzbrojenia 1 Dywizji Piechoty im. Tadeusza Kościuszki 9 maja 1943 roku. Używane były one w pułkach artylerii lekkiej oraz w armijnych brygadach artylerii haubic. Po raz pierwszy wykorzystano je podczas bitwy pod Lenino.
Prócz dywizji piechoty M-30 trafiły również do brygad artylerii. Pierwszą z nich była 1 Brygada Artylerii Armat im. gen. Józefa Bema, sformowana 3 września 1943. Z końcem marca 1944 1 Armia Wojska Polskiego posiadała 177 haubic M-30. Polscy artylerzyści walczący za pomocą M-30 20 lipca 1944 wnieśli duży wkład w przerwanie niemieckiej obrony na Bugu. Zniszczyli wówczas 9 baterii artylerii, 14 baterii moździerzy, 21 dział ppanc, 5 czołgów, 53 karabiny maszynowe i 55 pojazdów. 30 sierpnia 1944 haubice M-30 znajdowały się w uzbrojeniu 1, 2, 3 i 4 DP w liczbie 12 sztuk w każdej dywizji. Prócz tego haubice te znalazły się w 2 i 3 Brygadzie Artylerii Haubic w ilości odpowiednio 59 i 60 dział.

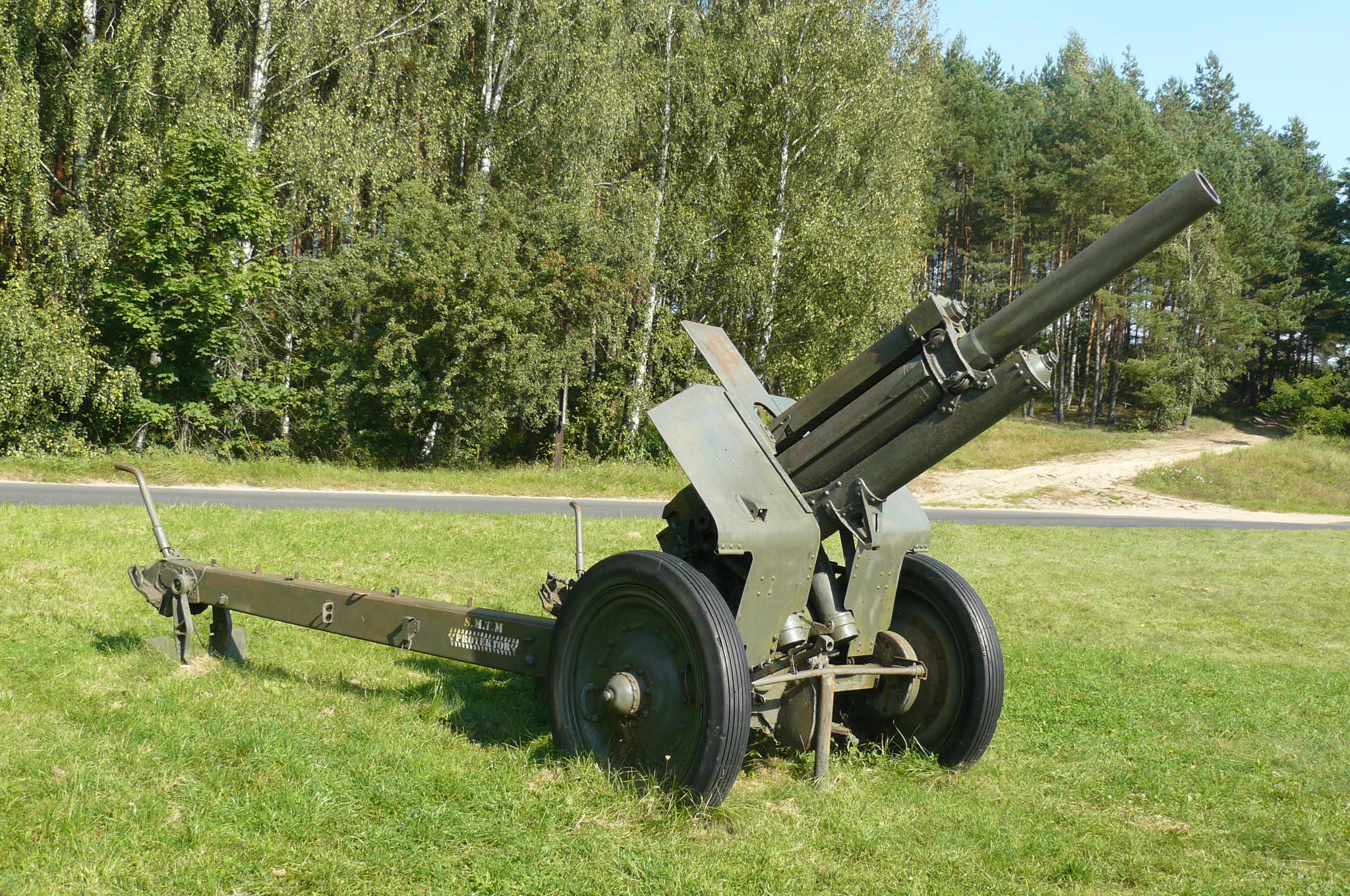
Haubica M-30 w skansenie bojowym 1 Armii Wojska Polskiego w Zdbicach

Polskie M-30 walczyły również pod Kołobrzegiem i nad Odrą i Nysą. Artylerzyści z 1 DP i 2 Pomorskiej Brygady Artylerii Haubic brali również udział w walkach o Berlin. W maju 1945 ludowe Wojsko Polskie  posiadało 296 haubic M-30, z czego 177 w 1 Armii WP i 48 w 2 Armii WP. W styczniu 1949  Wojsko Polskie posiadało 477 haubic i armat kalibru 122 mm. Pod koniec 1952 samych haubic M-30 było już 918 sztuk. Zazwyczaj 120 haubic znajdowało się brygadzie artylerii haubic, po 24–26 na wyposażeniu dywizji piechoty i 13 sztuk w pułku artylerii lekkiej. W latach 1950–1960 haubice były również w Polsce produkowane seryjnie w Hucie Stalowa Wola. W połowie lat osiemdziesiątych XX wieku haubice M-30 doprowadzono do standardu wz. 38/85. Modernizacja polegała na zwiększeniu mobilności i możliwości zwalczania celów ruchomych. Założono koła od samochodu Star 266, zamontowano pneumatyczny układ hamulcowy, instalację oświetleniową. Układ podniesieniowy wyposażono w dodatkowe pokrętło z lewej strony pozwalające na niewielkie zmiany położenia lufy przez celowniczego. Mechanizm spustowy uzupełniono o dodatkowy spust, pozwalający celowniczemu na oddanie strzału podczas celowania. Działo wyposażono również w dodatkowy celownik PGO-9H, umieszczony na przedłużeniu osi etatowego celownika M30C. Zastąpiono również elektryczne urządzenia oświetlające przyrządy celownicze ŁUCZ-4, podświetleniem trytowymi. W momencie wstąpienia Polski do NATO w 1999 roku w uzbrojeniu pozostawało 280 sztuk haubic wz. 38/85.

### Finlandia

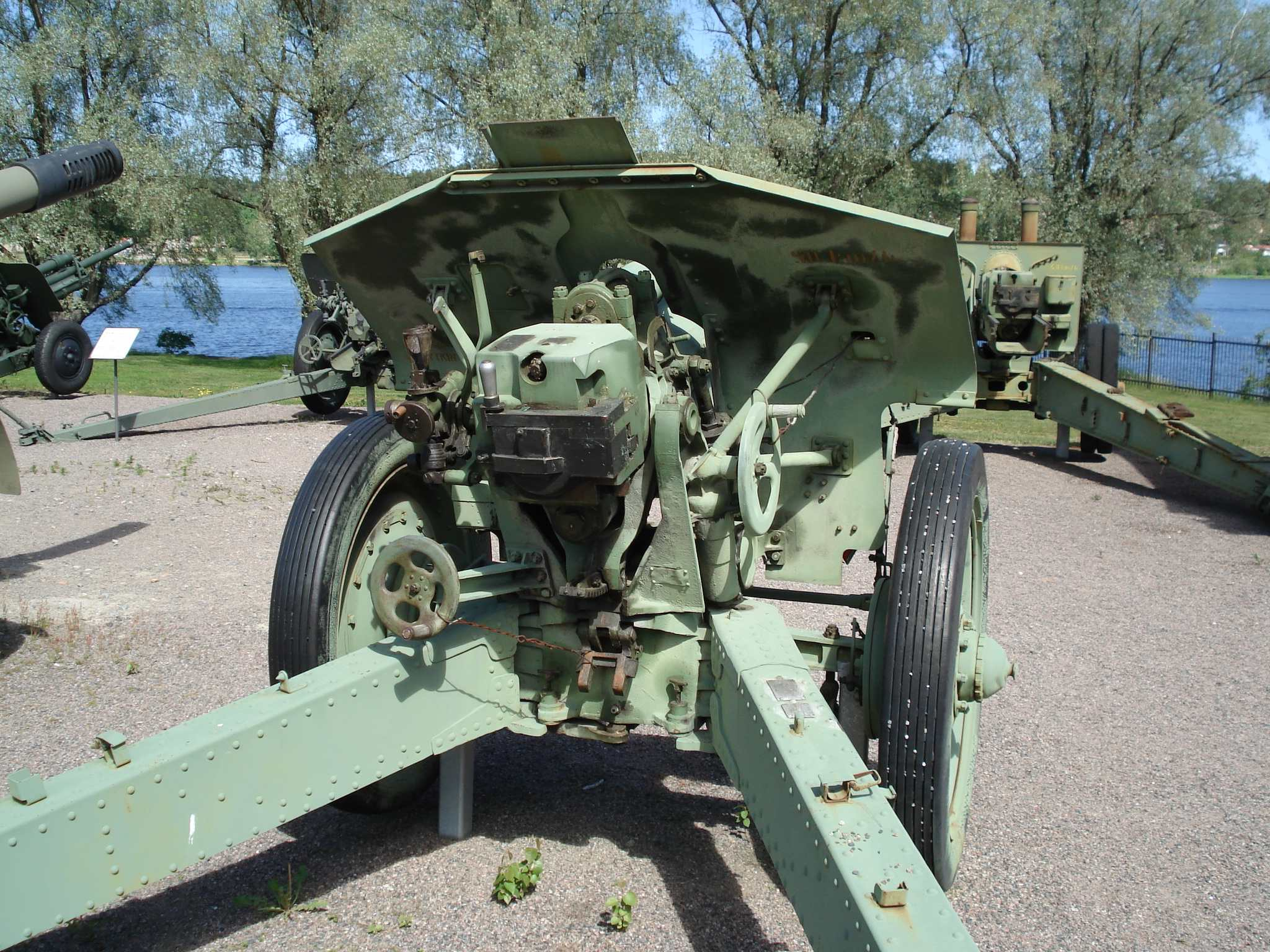
Jedna z używanych przez armię fińską 122 H/38 wystawiona w muzeum w Hämeenlinna

41 haubic M-30 zdobytych zostało przez wojska fińskie podczas wojny kontynuacyjnej. 25 z nich wpadło w fińskie ręce w lecie 1941 roku w Karelii na północ od jeziora Ładoga. Zostały one przyjęte do uzbrojenia pod oznaczeniem 122 H/38. Trafiły do 11 dywizjonu artylerii lekkiej i 25 dywizjonu artylerii ciężkiej. W czasie wojny (w 1944) utracono 3 z nich. Mimo bogatego zestawu amunicji stosowanej w M-30 Finowie używali jedynie pocisków odłamkowo-burzących. Podczas wojny kontynuacyjnej wystrzelono ich 13 928. Haubice używane były w armii do szkolenia jeszcze w latach 80. Znajdowały się także w rezerwie mobilizacyjnej.

### Inne kraje
M-30 produkowano także w Bułgarii pod oznaczeniem M-30 BG i w ChRL pod oznaczeniami Typ 54 i Typ 54-1 oraz w wersji samobieżnej na podwoziu transportera opancerzonego YW 531. Trafiły również do uzbrojenia państw Układu Warszawskiego, Bliskiego Wschodu i Trzeciego Świata takich jak: Birma, Czechosłowacja, Egipt, Indonezja, Irak, Iran, Izrael, Jemen, Jugosławia, KRLD, Libia, Rumunia, Somalia, Sudan, Syria, Węgry, Zair i wiele innych.
Warto wspomnieć, że brytyjski historyk wojskowości Ian Hogg nazwał haubicę wz. 1938 „niewątpliwie najbardziej rozpowszechnionym działem w historii”.

## Opis

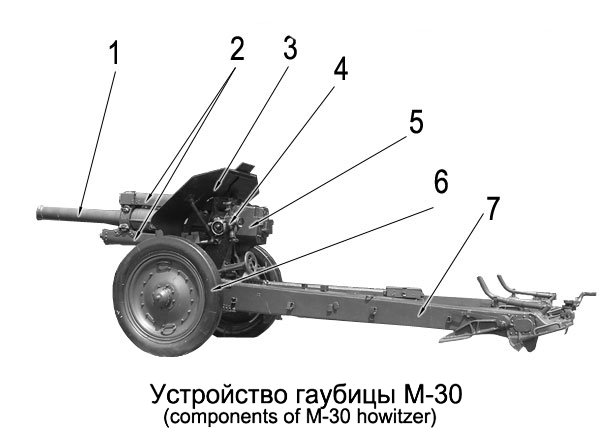
Budowa haubicy wz. 1938:
1. lufa
2. oporopowrotnik
3. tarcza ochronna
4. celownik
5. zamek
6. koła
7. ogony

Haubica M-30 jest bronią nieautomatyczną i służy do zwalczania środków ogniowych piechoty i artylerii, odkrytej i ukrytej siły żywej oraz umocnień polowych. W razie konieczności można również zwalczać czołgi za pomocą pocisków kumulacyjnych. Z jej pomocą można również wykonywać przejścia w zasiekach i polach minowych. Strzelanie może odbywać się ogniem pośrednim, jak i bezpośrednim również do celów ruchomych. Przygotowanie działa do strzelania polega na odłączeniu od środka transportu, rozwarciu ogonów i wbiciu ich lemieszy w ziemię. W sytuacji awaryjnej możliwe jest również otwarcie ognia bez rozkładania ogonów, ale zmniejsza się wówczas kąt ostrzału w poziomie i wymagane jest ręczne odłączenie resora. Otwarcie zamka odbywa się za pomocą korby zamka. Po umieszczeniu w przewodzie lufy odpowiedniego pocisku, a w komorze ładunkowej łuski z dobranym w zależności od wymaganego zasięgu ładunkiem miotającym, zamek zamyka się ręcznie. Iglicę napina się i zwalnia do strzału za pomocą cięgna. Po ręcznym otwarciu zamka wyrzutnik usuwa łuskę i działo gotowe jest do załadowania następnego pocisku i ładunku miotającego. Haubica składa się z lufy, zamka z bezpiecznikiem, kołyski, oporopowrotnika, celownika, mechanizmów naprowadzania, łoża dolnego z podwoziem i ogonami oraz płyty ochronnej. Lufę tworzy monoblokowa rura rdzeniowa, płaszcz i nakręcana nasada zamkowa, brak hamulca wylotowego. Pierwsze modele haubic miały płaszcz kuty, późniejsze spawany. Przewód lufy ma 36 prawoskrętnych bruzd o zmiennym skoku. We wlocie lufy znajduje się komora ładunkowa, w której umieszcza się łuskę z ładunkiem miotającym. Haubica ma zamek śrubowy, wyposażony w mechanizm ręcznego otwierania i zamykania oraz kurkowy mechanizm odpalający uruchamiany sznurem. Zamek wyposażony jest w zapadkę ładowniczą zapobiegającą wysuwaniu się pocisku przy dużych kątach podniesienia, blokadę iglicy przy niedomkniętym zamku i w bezpiecznik uniemożliwiający przedwczesne otwarcie w przypadku niewypału lub opóźnionym zapłonie. Pierwsze modele posiadały korytko ładownicze. Kołyska jest typu cylindryczno-korytkowego. Zespół oporopowrotnika składa się z hydraulicznego wrzecionowego opornika umieszczonego nad lufą i hydropneumatycznego powrotnika pod nią. Opornik zawiera 9,7, a powrotnik 7,2–7,3 dm³ płynu glicerynowego Steol M. Początkowe ciśnienie azotu w powrotniku wynosi 38 atm. Opornik posiada układ regulacji ciśnienia płynu w zależności od jego temperatury. Z nasadą zamkową połączone są cylinder opornika i tłoczysko powrotnika, a cylinder powrotnika i tłoczysko opornika z łożem. Celowanie odbywa się za pomocą celownika mechanicznego z półzależną linią celownika i kątomierza działowego PG znajdujących się z lewej strony działa. Celownik jest zunifikowany ze 152 mm haubicoarmatą MŁ-20. Mechanizm naprowadzania składa się z mechanizmu kierunkowego i podniesieniowego. Śrubowy mechanizm kierunkowy znajduje się z lewej strony działa, a łukowy podniesieniowy z prawej strony. Po obu stronach lufy znajdują się dwa pchające sprężynowe odciążacze. Łoże wyposażone jest w dwa resorowane koła z hamulcami i dwa rozstawne ogony. Resory piórowe, opony wypełnione masą gąbczastą. Podczas rozkładania ogonów mechanizm resorowania jest automatycznie wyłączany. Ogony zakończone są lemieszami. Pierwsze egzemplarze posiadały ogony nitowane, później stosowano spawanie. Dźwignia hamulca bębnowego znajduje się przed tarczą ochronną i można go uruchamiać, idąc za holowanym działem lub z ciągnika za pomocą linki. Płyta pancerna grubości 3,5 mm chroni obsługę przed lekkimi odłamkami i w sprzyjających warunkach pociskami broni małokalibrowej. Do holowania 122 mm haubicy początkowo stosowany był przodek. Pozwalał on na holowanie broni zarówno konno, jak i za pomocą trakcji motorowej. Z upowszechnieniem terenowych samochodów ciężarowych jako ciągników haubic zrezygnowano z przodków, załoga przewożona jest ciągnikiem. W Polsce haubice holowane były przez samochody terenowe Star-266.

## Amunicja
W haubicy M-30 stosuje się amunicję rozdzielnego ładowania 121,92 mm × 284 R ze zmiennym ładunkiem. W zależności od potrzeb w pociskach można stosować zapalniki różnych typów. Pociski odłamkowo-burzące uzbrojone w zapalnik bez zwłoki wybuchają natychmiast po zetknięciu z ziemią i mogą razić w polu o wymiarach 20×60 m. Zapalnik ze zwłoką wywołuje eksplozję materiału wybuchowego dopiero po wbiciu pocisku w ziemię, co znacznie zwiększa możliwość niszczenia umocnień. Zapalników ze zwłoką używa się również podczas strzelania „odbitkowego” pod kątem 15°. Zwalczanie broni pancernej za pomocą strzelania na wprost pociskami kumulacyjnymi prowadzi się na odległość nie większą niż 1000 m, w przypadku pocisków odłamkowo-burzących na nie większą niż 700 m. Penetracja pancerza przez pocisk BR-460A wynosi 200 mm bez względu na odległość. Amunicja pakowana jest do skrzyń po dwie sztuki w każdej. Skrzynie mają masę zależną od typu zawieranej amunicji i przykładowo skrzynia z OF-462 lub O-463A waży 70, a z BP-463A – 51 kg. Do strzelania stosuje się 9 typów ładunków zmiennych oznaczonych Ż-463M. Ładunek przeznaczony do miotania pocisków kumulacyjnych nosi oznaczenie Ż-11. Oprócz wyżej wymienionej amunicji można używać także pociski ślepe, treningowe i szkolne.
| Amunicja                                             |          |                  |                                |                                                         |                         |
| Rodzaj                                               | Wzór     | Masa pocisku, kg | Masa materiału wybuchowego, kg | Prędkość początkowa, m/s (maksymalny ładunek miotający) | Donośność maksymalna, м |
| Amunicja przeciwpancerna                             |          |                  |                                |                                                         |                         |
| przeciwpancerny kumulacyjny                          | BP-463   | ?                | ?                              | ?                                                       | ?                       |
| przeciwpancerny kumulacyjny                          | BP-463A  | ?                | ?                              | ?                                                       | ?                       |
| przeciwpancerny kumulacyjny stabilizowany brzechwowo | BK-463   | 12,34            | ?                              | ?                                                       | ?                       |
| przeciwpancerny kumulacyjny stabilizowany brzechwowo | BK-463U  | ?                | ?                              | ?                                                       | ?                       |
| przeciwpancerny kumulacyjny stabilizowany brzechwowo | BP-463UM | ?                | ?                              | ?                                                       | ?                       |
| Amunicja odłamkowa, burząca i odłamkowo-burząca      |          |                  |                                |                                                         |                         |
| odłamkowo-burzący, skorupa stalowa                   | OF-462   | 21,76            | 3,67                           | 364                                                     | 8910                    |
| odłamkowy                                            | O-462A   | 21,7             | ?                              | 364                                                     | 8910                    |
| odłamkowy                                            | О-460А   | ?                | ?                              | ?                                                       | ?                       |
| burzący                                              | F-460    | ?                | ?                              | 344                                                     | 7550                    |
| burzący                                              | F-460    | ?                | ?                              | 344                                                     | 7550                    |
| burzący                                              | F-460N   | ?                | ?                              | 344                                                     | 7550                    |
| burzący                                              | F-460U   | ?                | ?                              | 344                                                     | 7550                    |
| burzący                                              | F-460K   | ?                | ?                              | 344                                                     | 7550                    |
| szrapnel                                             | Sz-460   | ?                | ?                              | 343                                                     | 7230                    |
| szrapnel                                             | Sz-460T  | ?                | ?                              | 342                                                     | 7240                    |
| Amunicja oświetlająca                                |          |                  |                                |                                                         |                         |
| oświetlający                                         | S-462    | ?                | ?                              | 340                                                     | 6800                    |
| oświetlający                                         | S-463    | ?                | ?                              | ?                                                       | ?                       |
| oświetlający                                         | S-463Ż   | ?                | ?                              | ?                                                       | ?                       |
| Amunicja propagandowa                                |          |                  |                                |                                                         |                         |
| propagandowy                                         | А-462    | ?                | ?                              | 364                                                     | 7000                    |
| propagandowy                                         | А-1      | ?                | ?                              | ??                                                      | ??                      |
| Amunicja dymna                                       |          |                  |                                |                                                         |                         |
| dymny ze skorupą stalową                             | D-462    | ?                | ?                              | 364                                                     | 8910                    |
| dymny ze skorupą stalową                             | D-462A   | ?                | ?                              | ?                                                       | ?                       |
| dymny                                                | D-4      | ?                | ?                              | ?                                                       | ?                       |
| Amunicja chemiczna                                   |          |                  |                                |                                                         |                         |
| odłamkowo-chemiczny                                  | OCh-462  | ?                | ?                              | 364                                                     | 8950                    |
| chemiczny                                            | Ch-462   | 21,8             | ?                              | 366                                                     | 8477                    |
| chemiczny                                            | Ch-460   | ?                | ?                              | 358                                                     | 7700                    |